# Veia femoral profunda
A veia femoral profunda é uma veia do membro inferior.